# Bitaqat Hub
«Bitaqat Hub» (árabe; بطاقة حب, inglés; Love card, español; Carta de amor), es una canción interpretada por Samira Said, grabada a finales del año 1979 y lanzada en 1980. Además, fue la canción con la que Said representó a Marruecos en el Festival de la Canción de Eurovisión 1980. La canción es conocida en la historia de Eurovisión, ya que fue la primera participación de Marruecos en el Festival y, hasta ahora, la única.
La canción también se escribe Bitaqat Hob y es conocida especialmente como Bitakat Hob en Marruecos y países americanos y europeos.

## Historia
Samira Said fue seleccionada por el país de Marruecos, ya que dicho país estaría participando por primera vez en el Festival de la Canción de Eurovisión, en 1980. La cantante ya había tenido éxito con un álbum anterior, y fue conocida por muchos países por la canción "Bitakat Hob", ya que hablaba sobre un mundo sin discriminación y violencia ante las personas. Said decidió representar a su país con esta canción, Marruecos, que había estado siendo parte de la Unión Europea de Radiodifusión. En consecuencia, fue la primera y única entrada en árabe en representar un país geopolíticamente africano (Malta, que forma parte de África, es así misma considerado un país Europeo) y en representar un país de habla árabe que participe en el Festival con un idioma oficial de su estado. 
La canción fue interpretada quinta en la noche, con un número moderado de ritmos rápidos y pop árabe, con claras influencias de discotecas occidentales, pero con connotaciones árabes. En una explicación más clara, se puede interpretar que se trata de una canción que expresa la necesidad de una paz entre las naciones del mundo, tomando a las personas como "niños del mundo" con el objetivo de describir una visión de una sociedad libre de guerras, de odio, de discriminación y violencia.
Al final de las votaciones, Marruecos había recibido solo 7 puntos, otorgados por el jurado italiano, por lo que el país se posicionó 18º puesto de un total de 19 países.

## Conclusión de Marruecos
Hassan II, el rey de Marruecos, informó que su país no participaría nuevamente en el Festival de la Canción de Eurovisión 1981, ni en los años siguientes. Además, también estaba dada la presencia de Israel en el concurso (Israel era elegible a ser anfitrión del Festival ese año, pero decidió no hacerlo ya que estaba previsto en la víspera del día conmemorativo de Israel), así era poco probable que las entradas marroquíes fueran próximas. Pero en varios países, la canción había resultado un verdadero éxito. El resultado no afectó la carrera de Samira, ya que ella se convirtió en una estrella de la música líder del mundo árabe y recordada hasta la actualidad.